# Рудинский, Михаил Яковлевич
Михаи́л Я́ковлевич Руди́нский (укр. Миха́йло Я́кович Руди́нський; 14 октября 1887, Ахтырка, Харьковская губерния — 23 июня 1958) — украинский советский археолог, доктор исторических наук, основатель Полтавского краеведческого музея, учёный секретарь и заведующий отделом первобытной археологии Института археологии АН УССР.

## Биография
Михаил Яковлевич родился в 1887 году в городе Ахтырка Харьковской губернии (ныне Сумской области Украины). Закончил историко-филологический факультет Харьковского университета. Проводил археологические разведки в окрестностях Путивля. Работал в Полтавском краеведческом музее, стал одним из первых его директоров. Параллельно участвовал в археологических экспедициях, исследовал палеолитические стоянки Пушкари (где стал первооткрывателем деснянской группы), Мезин, Журавка; мезолитические и неолитические на Средней Десне; ранней трипольской культуры в Озаринцах на Среднем Днестре. В 1924 году был одним из инициаторов и участников создания научного сборника «Археологія» — официального печатного органа Института археологии Национальной Академии наук Украины. По инициативе Всеукраинский археологический комитета подготовил «Записку по вопросу археологического исследования Днепрэльстановской территории». В 1934 году арестован НКВД по обвинению в «контрреволюционной деятельности» и сослан на 3 года в Архангельскую область, где работал на лесоповале. Одновременно с ним были арестованы директора музеев в Киеве, в Днепропетровске и других городах Украины. В конце сороковых годов учёный смог вернуться на Украину в Институт археологии АН УССР. С 1949 года входил в состав редакционной коллегии серии Археологічні пам'ятки УРСР. До своей смерти, в 1958 году, Михаил Яковлевич исследовал Каменную могилу. Результат этих исследований — книга «Кам’яна могила» была опубликована в 1961 году, уже после смерти учёного.
За свою жизнь Михаил Яковлевич написал свыше 50 научных работ. 22 июля 1989 года М. Я. Рудинский был посмертно реабилитирован прокуратурой г. Киева.

## Основные труды
- Архитектурне обличчя Полтави (укр.). — Полтава, 1919. — 35 с.
- Дюнні станції неолітичної доби з побережжя Ворскла (Охтирський повіт на Харьківщині) (укр.) // Записки Українського наукового товариства дослідування й охорони пам'яток старовини та мистецтва на Полтавщині. — Полтава, 1919. — Вип. I. — С. 79—94. Архивировано 13 июля 2024 года.
- Розшуки по піскових надбережжях річок (укр.) // Бюлетень кабінету антропології та етнології ім. Хв. Вовка. — Київ: УАН, 1925. — Вип. 1. — С. 41—45.
- Матеріяли до вивчення неолітичної доби сточища р. Ворскла. Стація в ур. Біла Гора під Полтавою (укр.). — Київ: УАН, 1926. — 19 с. Архивировано 15 июля 2024 года.
- Передісторичні розшуки у північно-східній Чернігівщині (укр.) // Коротке звідомлення Всеукраїнського археологічного комітету за археологічні досліди року 1925. — Київ, 1926. — С. 13—32. Архивировано 10 марта 2022 года.
- Кварцитові вироби в інвентарі пізньонеолітичних стацій Україні (укр.) // Ювілейний збірник на пошану академіка Дмитра Івановича Багалія з нагоди сімдесятої річниці життя та п’ятдесятих роковин наукової діяльності. — Київ: УАН, 1927. — С. 264—285. Архивировано 17 декабря 2023 года.
- Археологічні досліди р. 1926 (укр.) // Коротке звідомлення Всеукраїнського археологічного комітету за 1926 рік. — Київ, 1927. — С. 7—15. Архивировано 3 марта 2022 года.
- Смячка (укр.) // Коротке звідомлення Всеукраїнського археологічного комітету за 1926 рік. — Київ, 1927. — С. 118—122. Архивировано 3 марта 2022 года.
- Досліди на Кам'янеччині (укр.) // Коротке звідомлення Всеукраїнського археологічного комітету за 1926 рік. — Київ, 1927. — С. 123—143. Архивировано 3 марта 2022 года.
- Досліди на Полтавщині (укр.) // Коротке звідомлення Всеукраїнського археологічного комітету за 1926 рік. — Київ, 1927. — С. 144—153. Архивировано 3 марта 2022 года.
- До питання про культури «мезолітичної доби» на Вкраїні (укр.) // Антропологія: річник кабінету. — Київ: УАН, 1928. — С. 73—94.
- Пам'ятки Лоханського острова (укр.) // Антропологія: річник кабінету. — Київ: УАН, 1928. — С. 143—168.
- Археологічні збірки Полтавського державного музею (укр.). — Полтава, 1928. — 36 с.
- Досліди в Журавці (укр.) // Антропологія: річник кабінету. — Київ: УАН, 1929. — Т. II. — С. 140—151.
- Матеріяли до вивчення передісторії Поділля (укр.) // Антропологія: річник кабінету. — Київ: УАН, 1929. — Т. II. — С. 152—191.
- Старо-Орлицький скарб неолітичної доби (укр.) // Антропологія: річник кабінету. — Київ: УАН, 1929. — Т. II. — С. 261—268.
- Доісторичне минуле Києва (укр.) // Київ: провідник  / за ред. Ф. Ернста. — Київ: ВУАН, 1930. — С. 21—43. Архивировано 9 декабря 2023 года.
- Кантамирівські могили римської доби (укр.) // Записки Всеукраїнського археологічного комітету. — Київ: ВУАН, 1930. — Т. I. — С. 127—158.
- Журавка. Спровоздання за розкопини р. 1929 (укр.) // Антропологія: річник кабінету антропології ім. Ф. Вовка. — Київ: ВУАН, 1930. — Т. III. — С. 97—122.
- Мар'янівська стація (з матеріялів експедиції понад Сеймом) (укр.) // Антропологія: річник кабінету антропології ім. Ф. Вовка. — Київ: ВУАН, 1930. — Т. III. — С. 179—190.
- Поповгородський вияв культури мальованої кераміки (укр.) // Антропологія: річник кабінету антропології ім. Ф. Вовка. — Київ: ВУАН, 1930. — Т. III. — С. 235—259.
- До питання про палеолітичну знахідку в с. Шаповалівці на Конотопщині (укр.) // Четвертинний період  / відп. ред. В. Різниченко. — Київ: ВУАН, 1931. — Вип. 1—2. — С. 37—42.
- Деякі підсумки та ближчі завдання палетнологічних вивчень у межах УСРР (укр.) // Антропологія: річник кабінету антропології ім. Ф. Вовка. — Київ: ВУАН, 1931. — Т. IV. — С. 145—184.
- Пушкарівський палеолітичний постій і його місце в українському палеоліті (укр.) // Археологія  / відп. ред. П. Єфіменко. — Київ: Вид-во АН УРСР, 1947. — Т. I. — С. 7—22. Архивировано 13 июля 2024 года.
- Пушкари (материалы к истории изучения палеолитических стоянок у с. Пушкари Новгород-Северского района на Черниговщине) // Советская археология  / отв. ред. Б. Д. Греков. — М.—Л.: Изд-во АН СССР, 1947. — Т. IX. — С. 171—198.
- Мачухська експедиція Інституту археології в 1946 р. (укр.) // Археологічні пам’ятки УРСР  / відп. ред. П. Єфіменко. — Київ: Вид-во АН УРСР, 1949. — Т. II. — С. 53—79. Архивировано 20 апреля 2022 года.
- Стоянки з мікролітичним інвентарем на острові Кізлевому (Пороги) (укр.) // Археологічні пам’ятки УРСР  / відп. ред. П. Єфіменко. — Київ: Вид-во АН УРСР, 1949. — Т. II. — С. 264—276. Архивировано 20 апреля 2022 года.
- 3 матеріалів Дністрянської експедиції 1945 р. (Палеолітичні стоянки Сокіл, Китайгород, Колачківці) (укр.) // Археологічні пам’ятки УРСР  / відп. ред. П. Єфіменко. — Київ: Вид-во АН УРСР, 1949. — Т. II. — С. 299—314. Архивировано 20 апреля 2022 года.
- Каменная Могила (предварительное сообщение о работах 1951 г.) // Краткие сообщения Института археологии  / отв. ред. П. П. Ефименко. — Киев: Изд-во АН УССР, 1952. — Вып. 1. — С. 21—31. Архивировано 13 декабря 2023 года.
- Дубно-Кременецька палеолітична експедиція (укр.) // Археологічні пам’ятки УРСР  / відп. ред. П. П. Єфіменко. — Київ: Вид-во АН УРСР, 1952. — Т. IV. — С. 143—154. Архивировано 20 апреля 2022 года.
- Вовнигские поздненеолитические могильники (к вопросу об оформлении могильников Мариупольского типа) // Краткие сообщения Института археологии  / отв. ред. П. П. Ефименко. — Киев: Изд-во АН УССР, 1955. — Вып. 4. — С. 147—151. Архивировано 25 апреля 2023 года.
- К вопросу о наскальных изображениях Каменной Могилы // Краткие сообщения Института археологии  / отв. ред. С. Н. Бибиков. — Киев: Изд-во АН УССР, 1955. — Вып. 5. — С. 64—70. Архивировано 14 января 2024 года.
- Перший Вовнизький пізньонеолітичний могильник (укр.) // Археологічні пам’ятки УРСР  / відп. ред. С. М. Бібіков. — Київ: Вид-во АН УРСР, 1956. — Т. VI. — С. 151—161. Архивировано 20 апреля 2022 года.
- Погорілівка (з матеріалів Середньодеснянської експедиції 1949 р.) (укр.) // Археологічні пам’ятки УРСР  / відп. ред. С. М. Бібіков. — Київ: Вид-во АН УРСР, 1956. — Т. VI. — С. 163—171. Архивировано 20 апреля 2022 года.
- Петроглифический комплекс Каменной Могилы // Краткие сообщения Института археологии  / отв. ред. С. Н. Бибиков. — Киев: Изд-во АН УССР, 1957. — Вып. 7. — С. 20—31. Архивировано 17 апреля 2023 года.
- К вопросу о древнепалеолитических орудиях из кварцита // Краткие сообщения о докладах и полевых исследованиях Института истории материальной культуры  / отв. ред. Т. С. Пассек. — М.: Изд-во АН СССР, 1959. — Вып. 73. — С. 126—132.
- Кам’яна Могила (корпус наскельних рисунків) (укр.) / відп. ред. С. М. Бібіков. — Київ: Вид-во АН УРСР, 1961. — 140 с.
- Результати екскурсії в Кременчуцький та Кобеляцький повіти 20.ІХ — 29.Х.1922 р. (укр.) // Археологічний літопис Лівобережної України. — 2002—2003. — № 2/1. — С. 23—27. Архивировано 4 июня 2023 года.